# Chiesa greco-cattolica russa
La Chiesa greco-cattolica russa è una Chiesa sui iuris di rito bizantino della Chiesa cattolica. Storicamente rappresenta uno scisma della Chiesa russo-ortodossa. Ora è in piena comunione con la Santa Sede e soggetta all'autorità del Papa come definito dal Codice canonico orientale. A tutto il 2006, questa Chiesa non ha gerarchia, e le sue poche parrocchie sono servite da preti ordinati in altre Chiese cattoliche bizantine, preti provenienti dalla Chiesa ortodossa, e preti cattolici di rito latino con facoltà birituali, principalmente gesuiti.

## Storia
In Russia, dopo il graduale sviluppo del Grande Scisma, un piccolo gruppo di famiglie russe si definì come "Vecchi cattolici", ((RU)  старокатолики (starokatoliki)), da non confondersi con la Chiesa vetero-cattolica, che formalmente si separò dalla Chiesa cattolica in seguito alle riforme del Concilio Vaticano I. Lo status di questo gruppo di "Vecchi cattolici" russi, famiglie e gruppi di individui ai quali l'unione con Roma rimase cara ed essenziale, o la sua relazione con l'attuale Chiesa greco-cattolica russa non sono chiari.
La moderna Chiesa greco-cattolica russa deve molto all'ispirazione del visionario poeta e filosofo Vladimir Solov'ëv (1853 - 1900), il quale, sulla scia di Dante, affermava che, come il mondo aveva bisogno dello Zar come monarca universale, così la Chiesa aveva bisogno del Papa di Roma come capo spirituale universale. Seguendo gli insegnamenti di Solov'ëv un prete russo-ortodosso, Nicholas Tolstoy, entrò in piena comunione con la Sede di Roma sotto la Chiesa cattolica greco-melchita (Patriarcato di Antiochia). Solov'ëv ricevette l'ultima comunione sacramentale da padre Tolstoy convinto che così facendo sarebbe rimasto anche un fedele membro della Chiesa russo-ortodossa. Le autorità ortodosse parlano di Tolstoy in termini di "apostata" ed "ex-prete", ma tendono a concedere che Solov'ëv sia morto da cristiano ortodosso. Tuttavia, Solov'ëv non ritrattò mai i suoi sentimenti in favore dell'unione con la Chiesa cattolica e la Sede di Roma, e tuttora, molti greco-cattolici russi parlano di loro stessi come membri della "Chiesa russo-ortodossa in comunione con Roma".
La Chiesa greco-cattolica russa formalmente si unì con Roma nel 1905, quando l'apostasia dalla fede ortodossa smise di essere un reato. Nei primi anni di vita del movimento i Vecchi credenti erano molto diffusi. Nonostante le continue persecuzioni dei cattolici russi di rito orientale, anche se Nicola II aumentò la libertà religiosa nel 1905 e poi specialmente la Rivoluzione di febbraio alleviò un po' situazione, nel 1917 fu fondato il primo esarcato apostolico per i cattolici russi con il reverendo Leonid Fëdorov, in precedenza seminarista ortodosso, come esarca, ma presto arrivò la Rivoluzione d'ottobre, che disperse i cattolici russi nei gulag siberiani e nei centri della diaspora russa in tutto il mondo. L'esarca Leonid Fëdorov fu deportato nel campo di concentramento comunista delle isole Solovki. Fu rilasciato nel 1932, ma morì tre anni dopo. Fu beatificato nel 2001 da papa Giovanni Paolo II. Nel 1928, fu fondato un secondo esarcato apostolico a Harbin per i cattolici russi in Cina.
Subito dopo il collasso dell'Unione Sovietica, alcuni cattolici russi hanno cautamente cominciato ad apparire. In un articolo del 2005, il prete greco-cattolico russo Sergej Golovanov disse che erano in attività sul suolo russo tre preti greco-cattolici russi di rito bizantino, due dei quali avrebbero fatto uso della liturgia russa secondo la riforma del patriarca Nikon di Mosca del XVII secolo, mentre il terzo avrebbe usato il rito medievale dei Vecchi Credenti, cioè quello precedente alla riforma liturgica di Nikon. Tutti i greco-cattolici russi usano lo slavo ecclesiastico come lingua liturgica. Ad oggi, i due esarcati ufficialmente esistono ancora ma non sono stati nominati nuovi vescovi di rito russo alla loro guida.
Ci sono parrocchie e comunità di fede greco-cattoliche russe a Mosca, San Pietroburgo, San Francisco, New York, Denver, Melbourne, Buenos Aires, Dublino, Meudon, Parigi, Chevetogne, Lione, Berlino, Monaco di Baviera, Roma, Milano, e Singapore.

## Organizzazione territoriale
Esarcato apostolico di Russia, da cui dipendono le seguenti parrocchie:
- Mosca:
  - San Filippo metropolita di Mosca. Parrocchia ortodossa russa in comunione con la Santa Sede.
  - Santi apostoli Pietro e Andrea. Chiesa ortodossa russa in comunione con la Santa Sede.
- San Pietroburgo:
  - Comunità della Santa Croce
  - Comunità di San Michele arcangelo della Chiesa ortodossa russa in comunione con Roma.
- Oblast' di Omsk:
  - Santi Cirillo e Metodio. Sargatskoje, paese di circa 8 000 abitanti a 75 km da Omsk. Parrocchia ortodossa russa in comunione con la Santa Sede.
- Nižnevartovsk:
  - Comunità greco-cattolica di San Nicola

Esarcato apostolico di Harbin, in Cina
Benché regolarmente presenti nell'Annuario Pontificio, queste due circoscrizioni ecclesiastiche sono vacanti dall'inizio degli Anni cinquanta.

### Altre parrocchie greco-cattoliche russe nel mondo
Queste parrocchie sono soggette agli ordinari locali di rito latino.
- Stati Uniti d'America:
  - New York:
    - St. Michael's Russian Catholic Chapel.

  - San Francisco:
    - Our Lady of Fatima Byzantine Catholic Church

  - Denver:
    - Sts. Cyril and Methodius Russian Catholic Community

  - El Segundo:
    - St. Andrew's Russian Greek Catholic Church
- Francia:
  - Parigi:
    - Eglise de la Sainte-Trinité

  - Lione:
    - Paroisse catholique de rite byzantin Saint-Irénée[1]

  - Meudon
- Germania:
  - Berlino:
    - Griech.-katol. Gemeinde Heilige Nikolaus

  - Monaco di Baviera:
    - Griech.-katol. Kapelle St. Nikolaus und Sel. Leonid[2]
- Italia:
  - Roma:
    - Sant'Antonio Abate all'Esquilino[3]
    - Monastero Russo Uspenskij

  - Milano:
    - Centro Studi Russia cristiana[4]
- Irlanda:
  - Dublino:
    - Community of St. John Chrysostom, meeting in Saint Kevin's Oratory of St Mary's Pro-Cathedral.[5]
- Belgio:
  - Chevetogne
    - Abbazia di Chevetogne